# Aldeanueva de Azaba
Aldeanueva de Azaba es un lugar del municipio español de Carpio de Azaba, perteneciente a la provincia de Salamanca, en la comunidad autónoma de Castilla y León.

## Historia
Hacia mediados del siglo XIX, el lugar, ya por entonces perteneciente a Carpio, tenía contabilizada una población de cuatro habitantes. Aparece descrito en el primer volumen del Diccionario geográfico-estadístico-histórico de España y sus posesiones de Ultramar de Pascual Madoz con las siguientes palabras:

ALDEANUEVA DE AZABA: desp. sujeto á la jurisd. del Carpio (V.) y á la felig. del Manzano en la prov. de Salamanca (18 leg.), part. jud. de Ciudad-Rodrigo (2): sit. á la der. del r. Azaba, en terreno bastante llano y arenisco, poblado en su mayor parte de robles y encinas, con 2 casas, una del montaraz, y otra para el arrendatario, con piso alto esta y muy buenas proporciones: confina al E. con deh. de Incapie y Manzano; al S. con Manzano y Martiernando; al O. con Pinar de Azaba, y al N. con térm. del Carpio: comprende 900 fan. de tierra roturada, y tiene una fuente de buen agua, y una huerta próxima á las casas, á cuya inmediacion pasa el mencionado r.: prod.: centeno, trigo, cebada, garbanzos, patatas, bastante ganado lanar, vacuno y de cerda : pobl.: 1 vec., 4 hab., y los criados y pastores del arrendatario: riqueza terr. prod.: 223,850 rs.: imp.: 11,192 rs.
(Madoz, 1845, p. 502)